# Mads Jørgensen
Lars Mads Jørgensen (ur. 10 lutego 1979 w Ørsted) – były duński piłkarz występujący na pozycji pomocnika. Brat Martina Jørgensena, także piłkarza.

## Kariera klubowa
Jørgensen zawodową karierę rozpoczynał w 1997 roku w klubie Aarhus GF z Superligaen. W sezonie 1997/1998 zadebiutował w tych rozgrywkach. W Aarhusie spędził 4 lata. W 2001 roku odszedł do zespołu Brøndby IF, także występującego w Superligaen. Zadebiutował tam 22 lipca 2001 roku w wygranym 5:0 pojedynku Aarhus GF, w którym strzelił także gola. W 2002 roku zdobył z zespołem mistrzostwo Danii oraz Superpuchar Danii. Rok później wywalczył z nim natomiast wicemistrzostwo Danii i Puchar Danii.
W 2003 roku Jørgensen podpisał kontrakt z włoską Ankoną z Serie A. Nie rozegrał tam jednak żadnego spotkania. Na początku 2004 roku odszedł do norweskiego Stabæk Fotball. W Tippeligaen zadebiutował 12 kwietnia 2004 roku w przegranym 0:2 pojedynku Odds BK. 18 kwietnia 2004 roku w wygranym 3:1 spotkaniu z Sogndalem zdobył pierwszą bramkę w Tippeligaen.
Na początku 2005 roku Jørgensen wrócił do Brøndby (Superligaen). W tym samym roku zdobył z klubem mistrzostwo Danii, Puchar Danii oraz Puchar Ligi Duńskiej. W 2006 roku ponownie wygrał z nim rozgrywki Pucharu Ligi Duńskiej. Z zespołem także wicemistrzostwo Danii. W 2007 roku ponownie został graczem klubu Aarhus GF (Superligaen), gdzie w 2008 roku zakończył karierę.

## Kariera reprezentacyjna
Jørgensen rozegrał 1 spotkanie w reprezentacji Danii. Był to wygrany 6:0 mecz eliminacji Mistrzostw Świata 2002 z Islandią, rozegrany 6 października 2001 roku. Wcześniej występował też w kadrach Danii U-19, U-20 oraz U-21.